# Pantor
Pantor è un personaggio della serie di giocattoli Mattel Masters of the Universe. Rappresenta una pantera, ed è l'animale da battaglia del malvagio Skeletor.

## Biografia del personaggio
Pantor viene introdotto nella prima puntata del cartone filmation. È l'animale domestico di Skeletor, che lo usa come destriero in battaglia, proprio come He-Man fa con Battle-Cat. Pantor è infatti acerrimo nemico di Battle-Cat e i due si sono spesso scontrati fino all'ultimo ruggito, proprio come fanno i loro cavalieri: ma benché sia forte, Pantor non è mai riuscito a prevalere sul nemico, più agile e più abile nel combattimento. Contrariamente a Battle-Cat, Pantor non si trasforma e non parla, ma ruggisce soltanto, sicché la sua personalità è relegata al minimo, e questo ne ha fatto un personaggio poco popolare, infatti compare poco nel cartone. Nei fumetti al contrario, anche Pantor è in grado di parlare e infatti compare in molte più occasioni.
L'armatura di Pantor è pressoché uguale a quella di Battle-Cat, con la differenza che la pantera non ha elmo e la sella è di colore nero.
Skeletor non è mai violento con Pantor ed è l'unico che non viene mai rimproverato per i suoi fallimenti. Pantor ha dunque un rapporto privilegiato con Skeletor, è il suo prediletto, tanto che Skeletor ogni tanto gli concede anche gentilezze come quando lo chiama "il mio cucciolone" oppure gli accarezza la testa. E Pantor ricambia dimostrandosi il più fedele tra i guerrieri di Skeletor, è infatti l'unico che non lo odia e che mai vorrebbe usurpargli il potere, anche se lo serve solo per paura della sua stregoneria. Ciononostante, il rapporto tra i due resta quello di un servo e del suo padrone, opposizione perfetta del rapporto di amicizia e fiducia che lega He-Man/Adam e Battle-Cat/Cringer. Anche Evil-Lyn si dimostra molto gentile con lui ma lei e Skeletor sono le sole persone che Pantor tollera, gli altri Guerrieri sono invece allontanati a suon di ruggiti se si avvicinano a lui.
Nel corso della serie non viene rivelato nulla sul suo passato, ma nei mini-fumetti allegati ai giocattoli Mattel vengono rilevate le sue origini: quando Skeletor era giovane e si chiamava ancora Keldor, trovò Pantor che era solo un cucciolo ed era rimasto bloccato nella trappola di un cacciatore. Lo salvò e si prese cura di lui, similmente a come molti anni dopo suo nipote Adam raccoglierà e si prenderà cura di Cringer. Per questo il felino purpureo gli è sempre rimasto fedele, anche quando si è votato al male. Questo spiegherebbe perché Skeletor abbia un rapporto così privilegiato con lui, è il suo unico vero amico, l'ultimo legame col suo passato innocente.

## Serie del 2002
Nella serie del 2002, Pantor viene ritratto come molto più grande del classico. L'aspetto resta quello di una pantera viola ma le dimensioni si avvicinano a quelle di Battle-Cat (che nella stessa serie è ritratto come una tigre dai denti a sciabola). Questo Pantor è molto più aggressivo del classico, non si fa scrupoli con nessuno e risponde solo a Skeletor (che lo tratta come l'unica cosa a cui tiene, elogiandolo, accarezzandolo e tenendolo a sé). Gli occhi sono privi di pupille a dimostrazione della maggiore crudeltà. 